# 金門站
金門站（romanized: Zoloti vorota （ⓘ）），是位於烏克蘭首都基輔的地鐵車站，是基輔地鐵路網的第29座車站，自1989年12月31日地鐵瑟雷茨-佩切拉線第一期路段通車起啟用。本站站名取自車站附近的同名名勝——金门，並可與斯維亞托申-布羅瓦雷線的劇院站進行轉乘。
金門站的原始設計規劃為當時各地鐵站典型的實用性簡潔結構，但在基輔市首席建築師米科拉·扎里科夫致力之下遭到揚棄，改採他本人及鮑里斯·哲哲林、瓦迪姆·哲哲林父子所提倡的基輔羅斯宗教建築類似風格，由於車站興建時的烏克蘭歸屬世俗化的蘇聯統治，使此種設計變得更具風險。瓦迪姆·哲哲林、扎里科夫及本站其他的藝術家、建築師在1991年時，均因功獲頒烏克蘭國家建築領域獎項。
金門站的特色包括80幀描繪基輔羅斯歷史的獨特馬賽克作品及圖像，基輔市文化資產局在2011年將這些地鐵馬賽克藝術列為「新發現文化資產物」。本站也被視為歐洲最耀眼的地鐵站之一，於2013年入圍英國《每日電訊報》所列的名單中。

## 興建
金門站所屬的瑟雷茨-佩切拉線在初始規劃階段時，將一座名為「共產國際街」（現西蒙·彼得留拉街）的車站安排為該線與斯維亞托申-布羅瓦雷線的交匯站，與後者的大學站連通。不過大學站中央大廳過短、不足以容納轉乘站面臨的龐大客流量，故將設站位置移動了幾個街區，以與斯維亞托申-布羅瓦雷線擬增的新站——劇院站契合。劇院站位於大學站和赫雷夏蒂克站間，與尚未通車的金門站構成一個轉乘點。儘管共產國際街站未曾興建，其建築設計卻保留了下來，並在劇院站增設時繼續沿用。
1983年2月23日，作為基輔地鐵第3條線的瑟雷茨-佩切拉線正式開工，預定通車日為1986年，但卻礙於當時蘇聯的經濟狀況，而延宕至1989年開通。該年12月31日，金門站和體育宮站、梅契尼可夫站（現克洛夫站）一起啟用，瑟雷茨-佩切拉線最早營運的路段即由此三站組成。
由於本站的入口位於坡上，因此設置了兩座分離的電扶梯隧道，並透過一座地下站內廊道相連。上段隧道長達35（115英尺），而下段隧道則長及56（184英尺）。連通廊道與基輔地鐵系統上的其他車站採用相同工法施作：先在地面上製成，然後才降至地底下的最終位置。廊道為一座20（66英尺）高的單體圓頂，直徑與高度相仿。
廊道的安置作業於1987年11月展開，1988年完成，以每天半公尺的速度下降。由於施工之處位於水分飽和的土壤地帶，因此需要建造200座凍結井來使其得以降至適當位置。除此之外，為了騰出空間給廊道使用，還需要移除多達250平方（300平方碼）的岩石。當廊道設置完畢之後，下段電扶梯隧道的工事遂開始進行，但肇因於水文地質條件之嚴苛，該段隧道至車站開幕時仍未完工，至1990年5月1日之前，都只能從劇院站的轉乘通道進入本站。
金門站通車後，充當了數年的瑟雷茨-佩切拉線北端終點站，直至1966年該線從本站開始北延的新路段竣工，直抵盧基揚尼夫卡站為止。金門與該站間尚有一座1990年代末所建的中途站——利維夫門站，但遲未通車，至2012年時又因為施工困難而再度後延。

## 設計

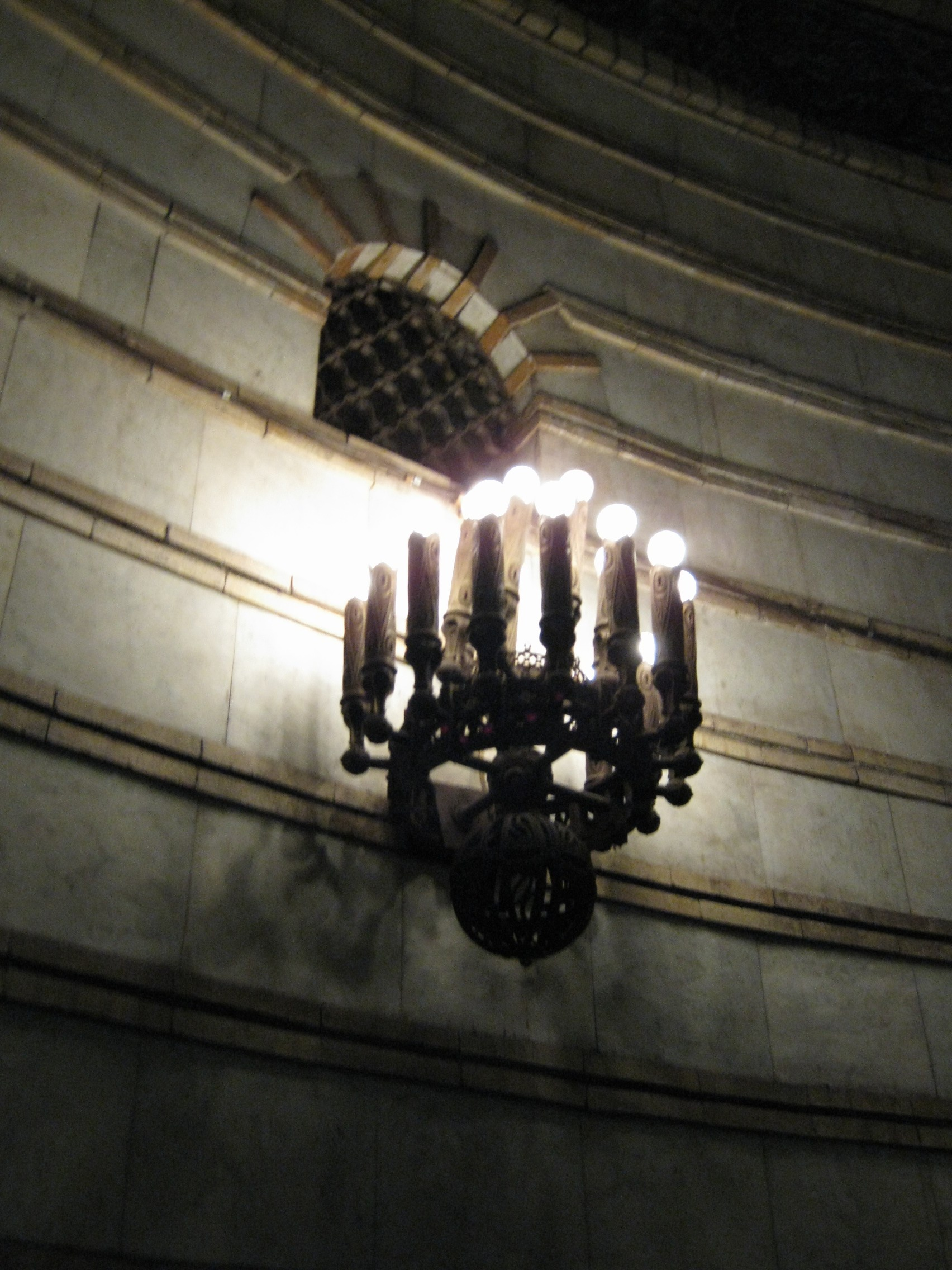
金門站地下廊道燈具近照圖

金門站在工程角度上屬於深層支柱車站，深達地下96.5（317英尺），由三座拱形的大廳組成，包括中央大廳和兩條側廳，中間由一排柱子隔開。中央大廳經由兩座電扶梯隧道通往本站唯一的地面廊道，而兩段扶梯之間則因車站所處位置過深，而需要在中間另設一座廊道，此種設計近似於基輔地鐵奧博隆-特列姆基線上的獨立廣場站。
本站的格局由俄羅斯國家地鐵交通設計院的莫斯科建築師團隊操刀設計；他們的設計極其地實用取向，類似同時代其他地鐵站的建築。但原始設計在當時該國發生的社會經濟變遷下遭到摒棄，因其對一座位處歷史意義豐富地段的地鐵站而言，被認為「過度平庸」。

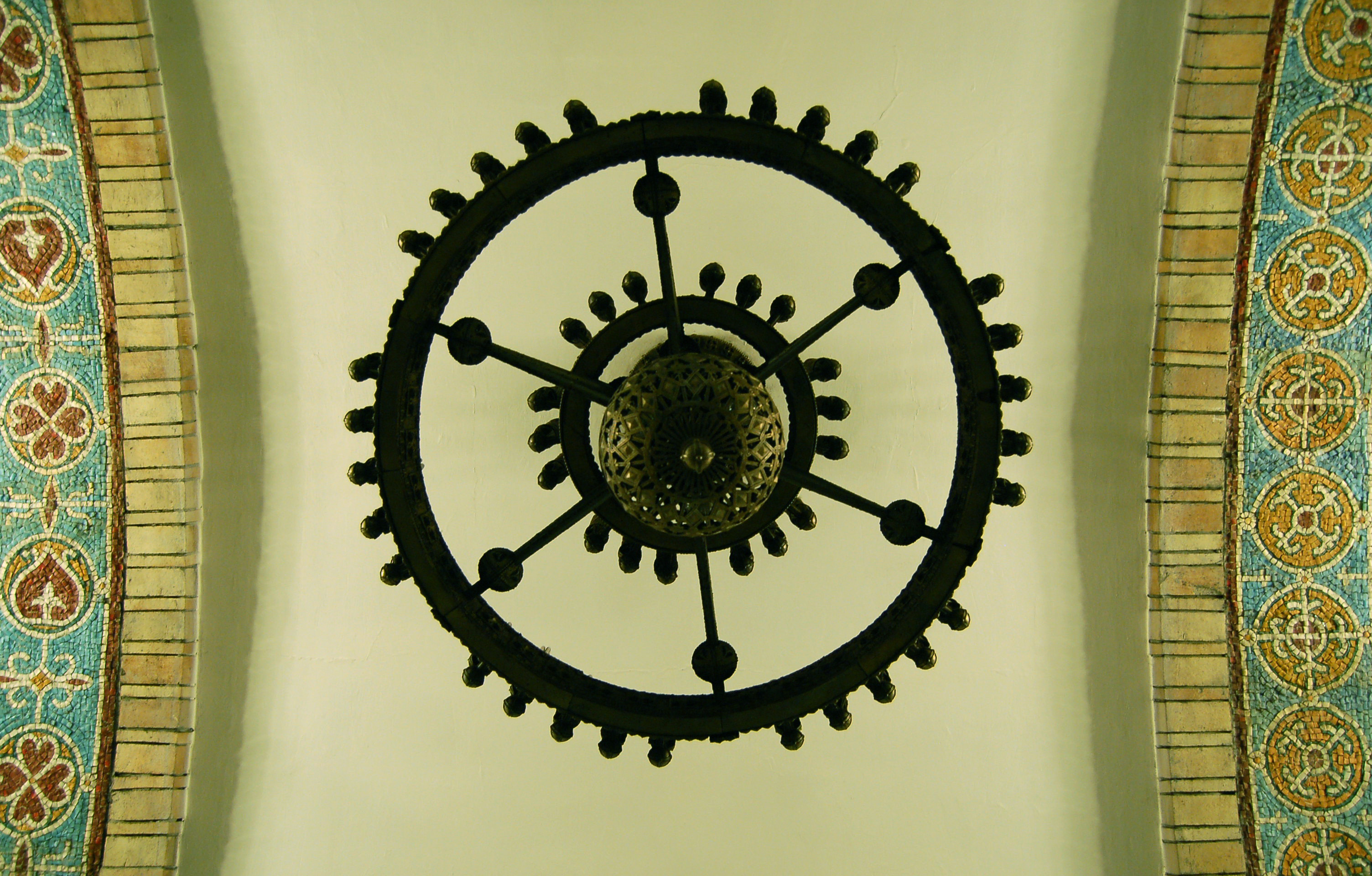
金門站內的枝形吊燈，兩側排列著天花板上的馬賽克裝飾

為了替車站創造新的設計，基輔首席建築師米科拉·扎里科夫找上了瓦迪姆·哲哲林，後者則獲得其父鮑里斯·哲哲林的幫助來將設計完成。瓦季姆·哲哲林先前參與過基輔列夫·托爾斯泰廣場（現烏克蘭英雄廣場）和同名地鐵站（現烏克蘭英雄廣場站）的重建工作，而曾獲烏克蘭傑出建築師獎的鮑里斯·哲哲林則曾負責重建附近的國立烏克蘭歌劇院。擔當地下廊道設計勤務的阿納托利·克魯辛斯基、塔瑪拉·采里科夫西卡和費迪爾·扎連巴等建築師也從旁支援三人。 
正當設計重新制定之時，本站原本的實用性設計仍在持續進行興建。新版設計以基輔羅斯的聖殿建築為藍本，在站內四處佈設獨特的馬賽克。中央大廳進行了加高，而原版設計中的塔門也由更低的柱子取代，最後再加上白色大理石和消光處理。另一項特色在於，站內的白色天花板上由數道條狀馬賽克帶橫貫、劃分，側邊也以磚塊填補，經赫雷霍里·科林和弗拉基米爾·費季科兩位藝術家之手完成。
車站內部以青銅製雙層枝形吊燈作為照明設備，以12種支承著蠟燭狀燈泡的相異燈組為特點。這些設備經斯塔尼斯拉夫·阿達緬科和瑪麗亞·拉爾科設計，安裝在馬賽克帶之間。車站大廳及地下走廊中也有類似的燈具，但明顯小於主吊燈。新版修正計畫中還曾打算引入金色的鈷玻璃來覆蓋天花板，但卻因成本高昂為由而遭拒，地板則以灰色花崗岩砌成。

## 馬賽克藝術

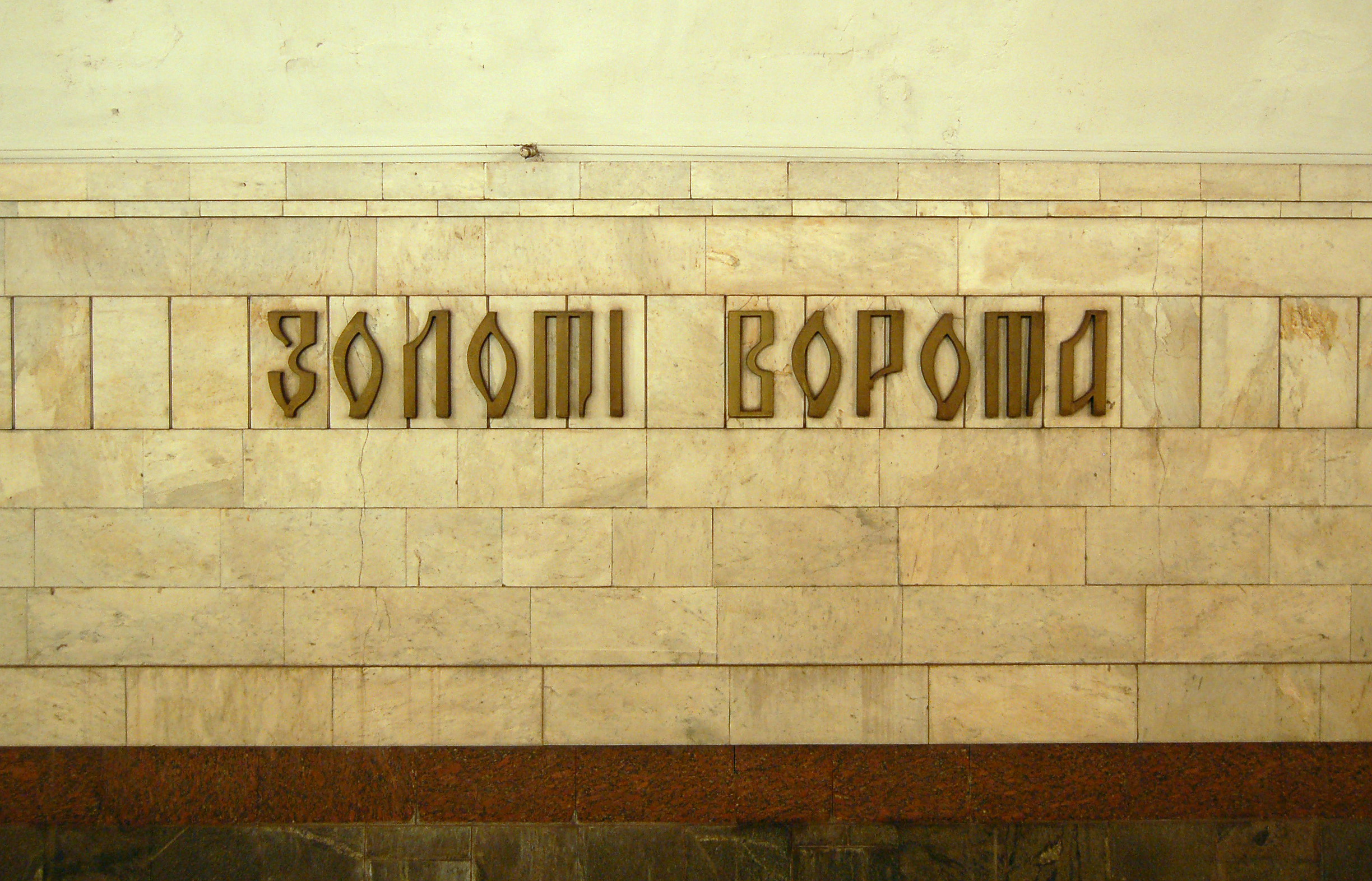
金門站月台軌道旁的金色站名，採用基輔羅斯風格字體。

金門站以大量獨特的馬賽克裝飾作為特色，由科林、費季科兩人操刀。站內的大型馬賽克作品共計80項，沿順時針方向環繞全站，描繪基輔羅斯的歷史。據兩名藝術家與本站主管建築師瓦季姆·哲哲林決定，用於車站裝飾的馬賽克作品，其所富有的歷史意義要追溯至蒙古征服羅斯的時代。科林完成了車站兩端和大型拱頂上的馬賽克，而費季科負責的部分則是基輔羅斯相關的特點圖案，和梁柱間規模較小的拱頂。
本站的大廳各端及兩座電扶梯隧道內共設有4幀大型的馬賽克鑲嵌畫。在通往市區的出口旁，馬賽克所繪的人物是基輔城的主保聖人米迦勒，車站的最末端繪有聖喬治的圖像，象徵設站當時的蘇聯首都莫斯科。靠近電扶梯的車站末端壁體上，則含有烏克蘭民族主義口號「榮耀歸於烏克蘭」（СЛАВА УКРАЇНІ）的字樣。
本站一大部分的馬賽克旨在描述歷任基輔羅斯大公，當中共繪出了27人。每幅馬賽克作品均加入了大公的任期和姓名：
- 基伊
- 謝克（英语：Kyi, Shchek and Khoryv）
- 霍里夫（英语：Kyi, Shchek and Khoryv）
- 利比季（英语：Kyi, Shchek and Khoryv）
- 阿斯考德（烏克蘭語：Аскольд）
- 狄爾（烏克蘭語：Дір）
- 奧列格
- 伊戈爾
- 奧麗加
- 斯維亞托斯拉夫一世
- 弗拉基米爾大帝
- 智者雅羅斯拉夫
- 伊賈斯拉夫一世
- 弗謝沃洛德一世
- 斯維亞托波爾克二世
- 弗拉基米爾二世
- 姆斯季斯拉夫一世·弗拉基米羅維奇
- 亞羅波爾克二世
- 弗謝沃洛德二世
- 伊賈斯拉夫二世
- 羅斯季斯拉夫一世
- 羅曼一世
- 斯維亞托斯拉夫三世
- 留里克·羅斯季斯拉維奇
- 姆斯季斯拉夫三世
- 弗拉基米爾四世
- 加利西亞的丹尼爾

除此之外，站內尚有9座馬賽克描繪出其他數名基輔羅斯時代的重要人士，包括聖安多尼、聖戴沃多塞、安娜、聖西拉里奧、阿加彼特、阿里匹優斯、編年史家聶斯特、彼得·米洛尼格和西爾維斯特。另8項馬賽克作品以基輔的古羅斯時代教堂為題材，包括什一教堂、聖索菲亞主教座堂、艾琳大教堂、聖米迦勒金頂修道院、救世主教堂、聖母安息大教堂、皮羅赫契聖母堂和聖西里爾修道院。剩下的32份馬賽克作品則畫上東斯拉夫神話中的斯瑪格爾神獸，通常描繪成有長翅膀的獅或犬。
- 描繪亞羅波爾克二世的馬賽克，背景中可見站內吊燈。
- 車站內部的白色大理石柱，頂端附有馬賽克藝術。
- 描繪什一教堂（英语：Church of the Tithes）的馬賽克作品，該教堂在1928年遭到布爾什維克破壞。
- 位於電扶梯口上方、以基輔城主保聖人——米迦勒為題材的馬賽克畫作，兩側分別繪上兩隻神獸。

## 營運情況
金門站僅有兩座出口通往地面街道，一座位處弗拉基米爾街，另一座則建於金門旁的通路上，兩者均在金門和國立歌劇院附近的市中心與一座廊道相連。截至2008年，本站的日均進出人次約達2萬人，每天均從早晨5時39分營業至午夜0時6分，而通往劇院站的轉乘地下道則在早晨5時45分及午夜0時32分之間開放。站內的電扶梯共有6座，上下兩段的通道各由2座運轉用扶梯和1座備用扶梯組成。
從金門站前往西北端終點瑟雷茨站的車程約需9分5秒，而通往東南端終點紅胡蒂爾站的車程則達30分55秒。列車班距依全日不同時段而異，但一般而言，雙向各約2分至13分鐘一班車。本站的早晨首班東行列車於5時48分發車，西行列車則於6時1分開出。夜間的東、西行末班車則分別於半夜0時15分、0時30分離站。
整個基輔地鐵系統實施各站相同的付費方式：均可使用塑膠代幣、臨時性紙製免觸碰卡和塑膠製免觸碰儲值卡。2015年6月起，金門站增配了萬事達卡免觸碰付費服務「Paypass」的功能，成為基輔最早應用本項科技的17座地鐵站之一，也讓基輔地鐵成為全球第5座採納該科技的地鐵系統。

## 外部連結
- . 基輔地鐵官方網站.   [2016-09-02]. （原始内容存档于2023-03-30） （乌克兰语）.
- . 基輔地鐵（非官方俄版網站）.   [2016-09-02]. （原始内容存档于2020-06-23） （俄语）.
- . LiveJournal.   [2016-09-02]. （原始内容存档于2015-07-18） （俄语）.